# Verbena polyantha
Verbena polyantha — вид рослин родини Вербенові (Verbenaceae), поширений на півдні Техасу й у Мексиці.

## Опис
Листки не глибоко розсічені. Стебла розкинуті. Листки розташовані навпроти; листові пластини від яйцеподібної до трикутної форми з зубчастими і лопатевими краями до 2 см завдовжки. Віночки фіолетові, 5-листочкові, ≈1.3 см завширшки. Polyantha з грецької означає "багато" і "квіти". 

## Поширення
Поширений на півдні Техасу й у Мексиці.